# Trocadéro (1824)
Pour les articles homonymes, voir Trocadéro.
Le Trocadéro est un navire de ligne de premier rang de 118 canons de la Marine nationale française, de la classe Commerce-de-Marseille conçue par Jacques-Noël Sané.

## Carrière
Ce vaisseau a été commandé sous le nom de Formidable. Il est mis en chantier à Toulon en septembre 1813. Rebaptisé Trocadéro, c'est sous ce nom qu'il est lancé le 14 avril 1824.
Le ministère demande la remise en état du navire afin de lui permettre de prendre la mer. Le navire se trouve en carénage à Toulon. Son doublage en cuivre est enlevé et le 23 mars 1836, la carène est chauffée par des jets de flammes afin de brûler les couches de brai. Le navire était situé dans son bassin de radoub et avait conservé sa toiture de protection. Les flammes embrasent accidentellement le toit. Les six petits bateaux-pompes, situés en dehors du bassin sur l'arrière du navire et les deux pompes situées devant le navire sont insuffisantes. Le bassin est ouvert pour faire entrer l'eau mais le feu détruit totalement le navire,.

## Enquête
L'amiral Willaumez est chargé de l'enquête sur l'incendie du Trocadéro,.